# Kamouraska (municipalité régionale de comté)
 (novembre 2024).
Si vous disposez d'ouvrages ou d'articles de référence ou si vous connaissez des sites web de qualité traitant du thème abordé ici, merci de compléter l'article en donnant les références utiles à sa vérifiabilité et en les liant à la section « Notes et références ».
Pour les articles homonymes, voir Kamouraska.
Le Kamouraska est une municipalité régionale de comté (MRC) de la Côte-du-Sud dans la région administrative du Bas-Saint-Laurent au Québec créée le 1er janvier 1982. Son chef-lieu est la ville de Saint-Pascal. Elle est composée de 17 municipalités, soit 2 villes, 8 municipalités, 7 paroisses et 2 territoires non organisés. Son préfet actuel est Sylvain Roy.

## Géographie

### Municipalités et territoires

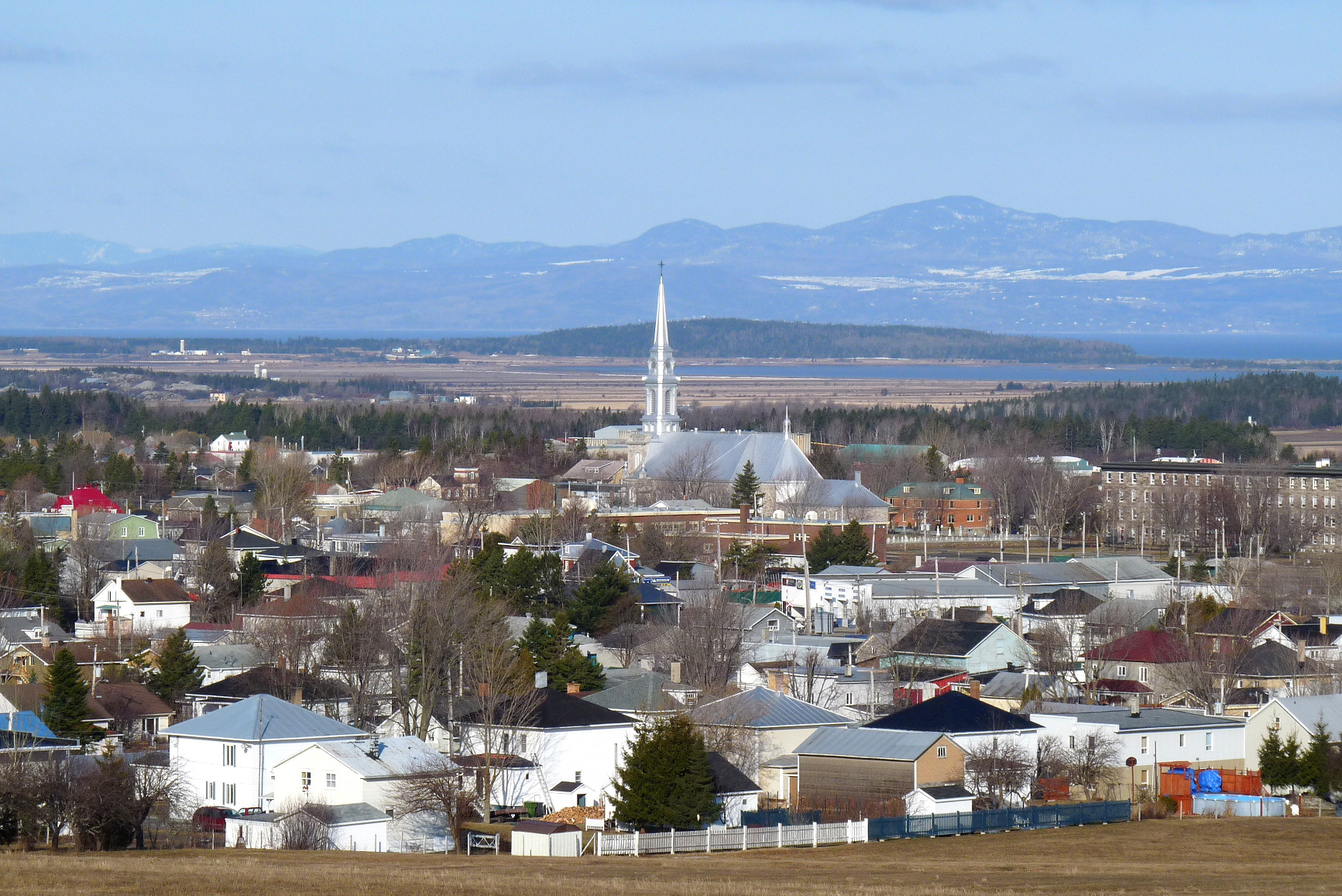
Saint-Pascal

| Nom                            | Statut                   | Population 2021 | Superficie (km2) | Densité (h/km2) | Ref |
| ------------------------------ | ------------------------ | --------------- | ---------------- | --------------- | --- |
| Kamouraska                     | Municipalité             | 607             | 145,5            | 4,17            |     |
| La Pocatière                   | Ville                    | 4 078           | 20,3             | 200,89          |     |
| Mont-Carmel                    | Municipalité             | 1 160           | 440,07           | 2,64            |     |
| Petit-Lac-Sainte-Anne          | Territoire non organisé  | 0               | 188,6            | 0               |     |
| Picard                         | Territoire non organisé  | 5               | 572,2            | 0,01            |     |
| Rivière-Ouelle                 | Municipalité             | 995             | 147,86           | 6,73            |     |
| Saint-Alexandre-de-Kamouraska  | Municipalité             | 2 255           | 117,13           | 19,25           |     |
| Saint-André-de-Kamouraska      | Municipalité             | 658             | 70,6             | 9,32            |     |
| Saint-Bruno-de-Kamouraska      | Municipalité             | 515             | 188,72           | 2,73            |     |
| Saint-Denis-De La Bouteillerie | Municipalité             | 518             | 97,3             | 5,32            |     |
| Saint-Gabriel-Lalemant         | Municipalité             | 660             | 79,18            | 8,34            |     |
| Saint-Germain-de-Kamouraska    | Municipalité             | 294             | 91,6             | 3,21            |     |
| Saint-Joseph-de-Kamouraska     | Municipalité de paroisse | 398             | 86,5             | 4,6             |     |
| Saint-Onésime-d'Ixworth        | Municipalité             | 522             | 99,8             | 5,23            |     |
| Saint-Pacôme                   | Municipalité             | 1 806           | 29,4             | 61,43           |     |
| Saint-Pascal                   | Ville                    | 3 530           | 60,2             | 58,64           |     |
| Saint-Philippe-de-Néri         | Municipalité de paroisse | 818             | 32,6             | 25,09           |     |
| Sainte-Anne-de-la-Pocatière    | Municipalité de paroisse | 1 597           | 79,7             | 20,04           |     |
| Sainte-Hélène-de-Kamouraska    | Municipalité             | 891             | 60,6             | 14,7            |     |
| Total                          | Total                    | 21 307          | 2 244,73         | 9,49            |     |

### Le portrait géophysique
La municipalité régionale de comté de Kamouraska s’étend sur une section longue de 60 km de la rive sud de l’estuaire du fleuve Saint-Laurent, à équidistance des agglomérations de Québec et de Rimouski. Le territoire de la MRC se situe à la limite occidentale du Bas-Saint-Laurent, région dont il fait administrativement partie. Malgré cette appartenance bas-laurentienne, la MRC s’avère toutefois fréquemment associée à la Côte-du-Sud, sous-région qui comprend plusieurs MRC voisines de la région Chaudière-Appalaches.
La superficie approximative du territoire est de 2 256 kilomètres carrés. Les îles les plus rapprochées du littoral, soit les archipels des Pèlerins et de Kamouraska, ainsi que l’île aux Lièvres font également partie de la MRC. Les 21 500 citoyens kamouraskois se concentrent par contre sur une partie réduite de ce vaste espace, soit au sein du territoire municipalisé confiné presque exclusivement dans la moitié nord-ouest du territoire. Le reste de la MRC, qui comprend deux territoires non-organisés auxquels s’ajoute une partie de la municipalité de Mont-Carmel, demeure pratiquement inhabité. Dix-sept municipalités se partagent donc l’écoumène. Un peu plus de la moitié du territoire (51,9 %) est sous gestion privée et possédée majoritairement par de petits propriétaires; le reste (48,1 %), sous gestion publique, est composé en grande partie de forêts du domaine public.

### Le relief

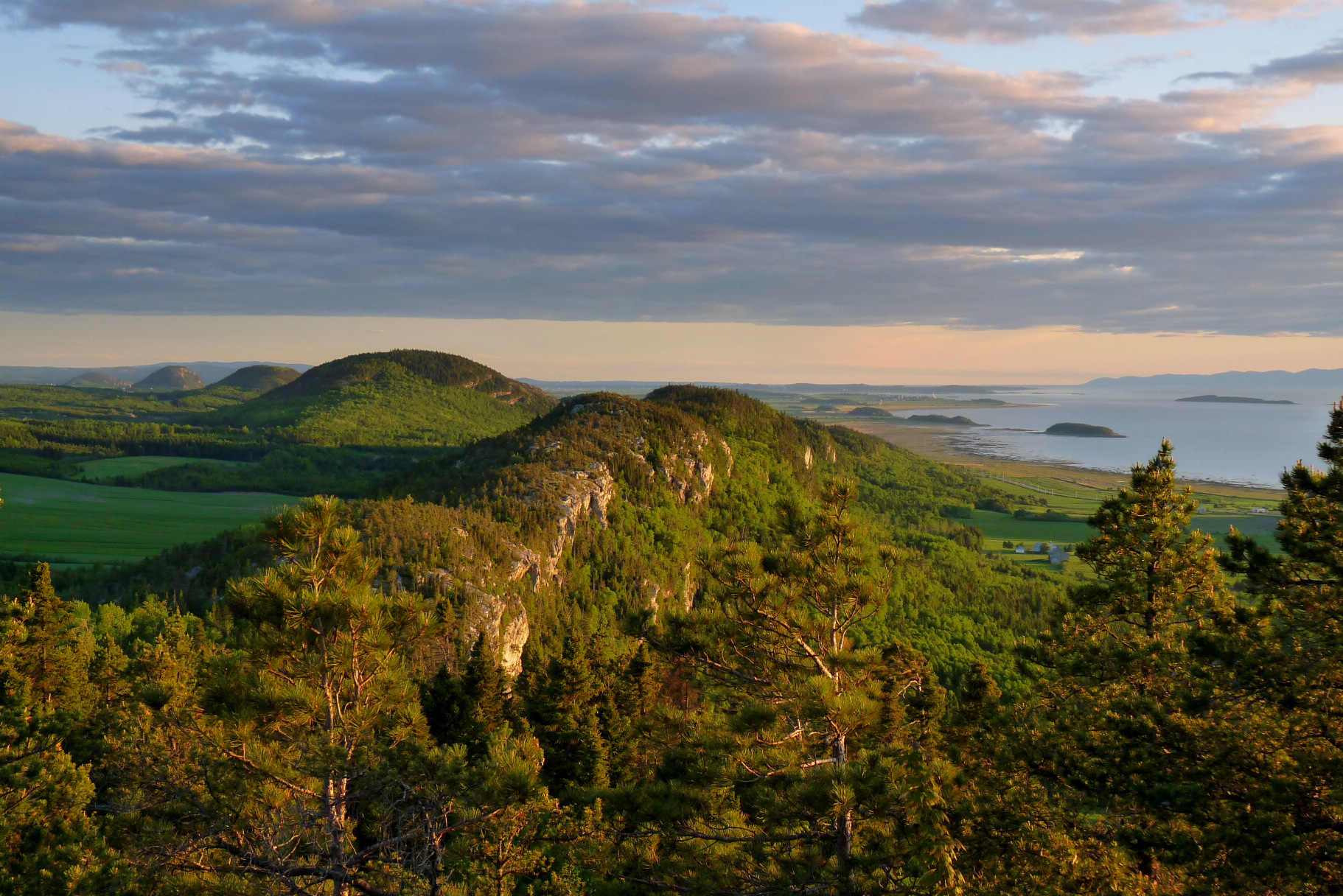
Les cabourons du Kamouraska surplombant le fleuve Saint-Laurent à la hauteur de Saint-André-de-Kamouraska.

Le profil physiographique du territoire de la MRC de Kamouraska est apparenté à celui de l’ensemble de la Côte-du-Sud. L’assise géologique est composée de formations appalachiennes de roches sédimentaires et métamorphiques plissées.
La partie littorale se présente comme une vaste plaine argileuse située dans le prolongement d’un long estran vaseux. Cette bande en bordure du fleuve atteint sa largeur maximale à la hauteur de Rivière-Ouelle pour ensuite se refermer progressivement à son extrémité nord-est. Cette zone fut autrefois une batture submergée; ce qui explique sa quasi horizontalité (altitude de 0 à 20 m) et la faible granulométrie des dépôts de surface. L’uniformité de cette plaine est toutefois interrompue ici et là par les cabourons du Kamouraska, des crêtes rocheuses en saillie appelées monadnocks. Le terme local « cabouron » est, selon certains, à privilégier puisqu'il était employé avant l'appellation monadnocks, mot d'origine amérindienne servant plutôt à désigner des formations rocheuses similaires situées principalement dans les maritimes. Ces monticules linéaires sont composés de roches métamorphiques de dureté supérieure (quartz et grès); il s’agit probablement de strates rocheuses qui ont su résister davantage à l’érosion glaciaire et qui sont probablement demeurées émergentes lors de l’envahissement de la mer de Goldthwait.
Lorsque l’on pénètre quelque peu à l’intérieur des terres, la plaine se soulève en plusieurs paliers (terrasses) qui dominent le fleuve de 20 à 130 mètres: il s’agit du piedmont. Cette surface légèrement ondulée s’avère assez morcelée puisqu’elle est entrecoupée d’imposants monadnocks atteignant parfois près de 200 mètres d’altitude. Au pied de ces masses des roches affleurantes, le sable mélangé à du petit gravier est le type de sédiments qui prédomine; son origine s’explique du fait que l’on retrouvait jadis à ces endroits des plages de littoral. Cette plaine étagée s’adosse ensuite à un ou plusieurs escarpements qui marquent la transition entre les basses terres du Saint-Laurent et le massif Appalachien.
Le troisième secteur, un peu plus accidenté que les deux premiers, correspond à un plateau vallonné qui fut intensément érodé au cours des glaciations. Ce premier plateau se situe à une altitude s’élevant progressivement de 130 à 250 mètres du nord-ouest vers le sud-est. Son sol se caractérise par sa minceur et sa pierrosité; la petite couche de tillite qui repose sur la roche-mère présente parfois une granulométrie assez grossière.
Enfin, à une distance d’environ 15 km du littoral, le plateau prend davantage d’altitude jusqu’à atteindre des sommets de 400 à 700 m. Ce quatrième secteur, constitué de collines appalachiennes, couvre l’ensemble du territoire restant de la MRC jusqu’à la frontière américaine. Le relief y est nettement plus accidenté, cet espace étant entrecoupé de petites vallées et de dépressions lacustres. La tillite demeure omniprésente dans les collines quoique l’on retrouve certains dépôts plus fins et davantage triés à proximité des cours d’eau.

### L’hydrographie

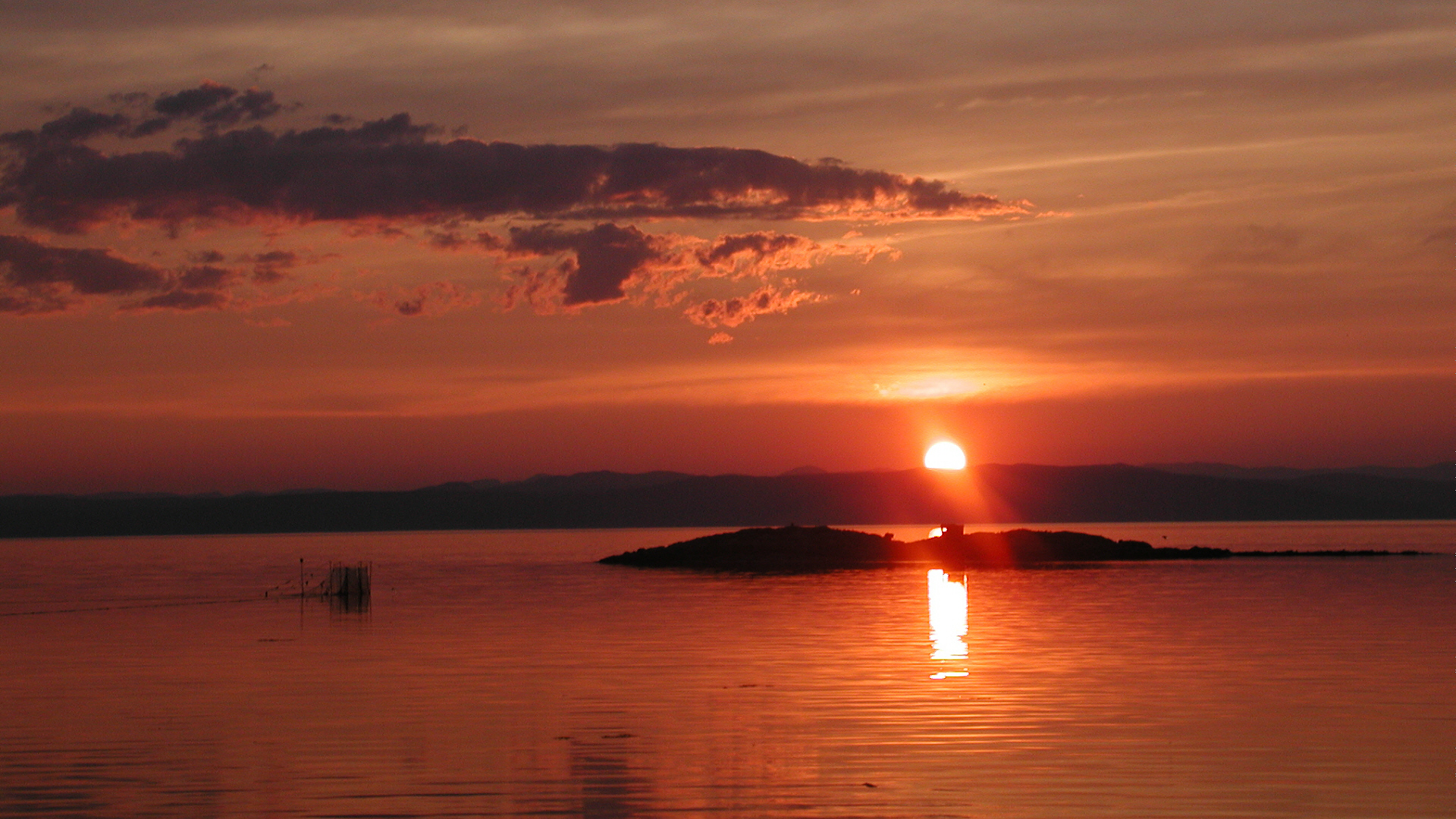
Coucher de soleil à Kamouraska sur le fleuve Saint-Laurent

Le territoire de la MRC se répartit en deux grandes subdivisions hydrographiques et six bassins versants. Les rivières Saint-Jean, Ouelle, Kamouraska, du Loup et Fouquette coulent vers le fleuve Saint-Laurent tandis que deux branches de la rivière Noire et le lac de l’Est se déversent dans la rivière Saint-Jean qui se dirige vers le Nouveau-Brunswick.
Les principaux lacs alimentant le réseau sont les lacs Sainte-Anne, de l’Est, Chaudière, aux Loutres, Morin et Saint-Pierre. L’écoulement des rivières se dirigeant vers le fleuve, comme la Ouelle et la Kamouraska, varie grandement au cours de leur trajet. Ces rivières circulent à partir du plateau supérieur au sein d’étroites vallées légèrement encaissées. Par la suite, leurs vallées s’élargissent et leurs parcours s’avèrent assez rectilignes. À leur arrivée au contact du piedmont, leur trajectoire est bien souvent détournée et elles dévalent la pente en plusieurs chutes et cascades. Au terme de leur périple, ces rivières sillonnent paresseusement la plaine littorale selon un parcours très sinueux, les méandres étant nombreux et très arqués.

### Le climat

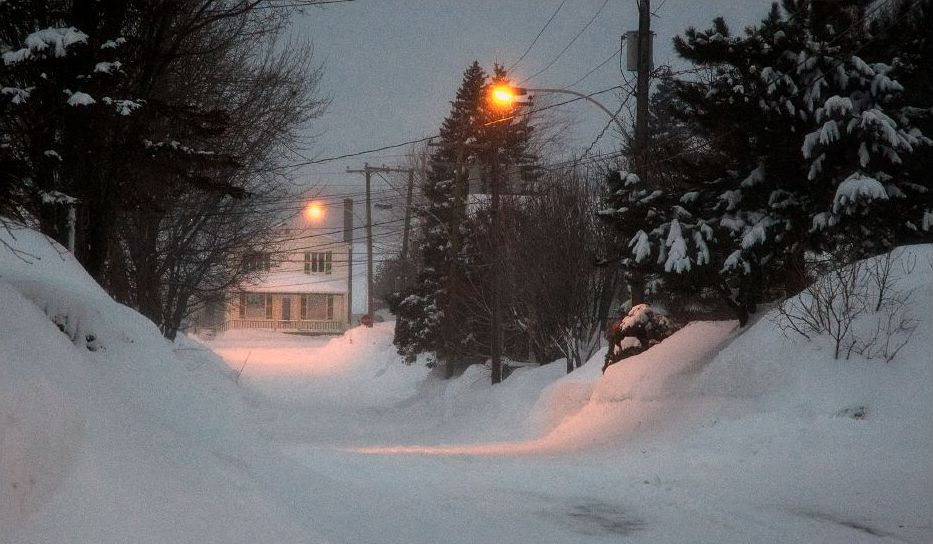
Hiver à Saint-Alexandre-de-Kamouraska

Le climat de la MRC de Kamouraska se caractérise par un effet modérateur généré par l’imposante masse d’eau que représente le fleuve Saint-Laurent et par un effet perturbateur issu d’un facteur éolien assez présent. Toutefois, ces traits climatiques varient grandement en fonction de l’altitude.
À la station de La Pocatière, située à une hauteur de 30 mètres dans le piedmont, la température moyenne est de -11 °C en hiver, de 18 °C en été, et de 4 °C annuellement. Les précipitations annuelles sont modérées, soit une moyenne de 930 mm réparties en 645 mm de pluie et 285 cm de neige. Les vents dominants sont orientés parallèlement au fleuve. Le nombre de jours exempts de gel est de 170.
À Saint-Bruno-de-Kamouraska, à 198 m sur le plateau, la température moyenne est généralement inférieure de quelques degrés par rapport à la plaine et au piedmont, soit –13 °C en hiver, 17,8 °C en été et 3,0 °C annuellement. Les précipitations annuelles y sont un peu plus abondantes (1 010 mm), principalement sous forme nivale: 330 cm. Quant aux vents, leurs directions sont plus partagées. Le nombre de jours exempts de gel y est moindre, soit seulement 160 jours.
Il est également intéressant de souligner que la plaine littorale kamouraskoise bénéficie de l’une des meilleures statistiques d’insolation au Québec: on y compte en moyenne près de 2 000 heures d’ensoleillement par année.

### La flore

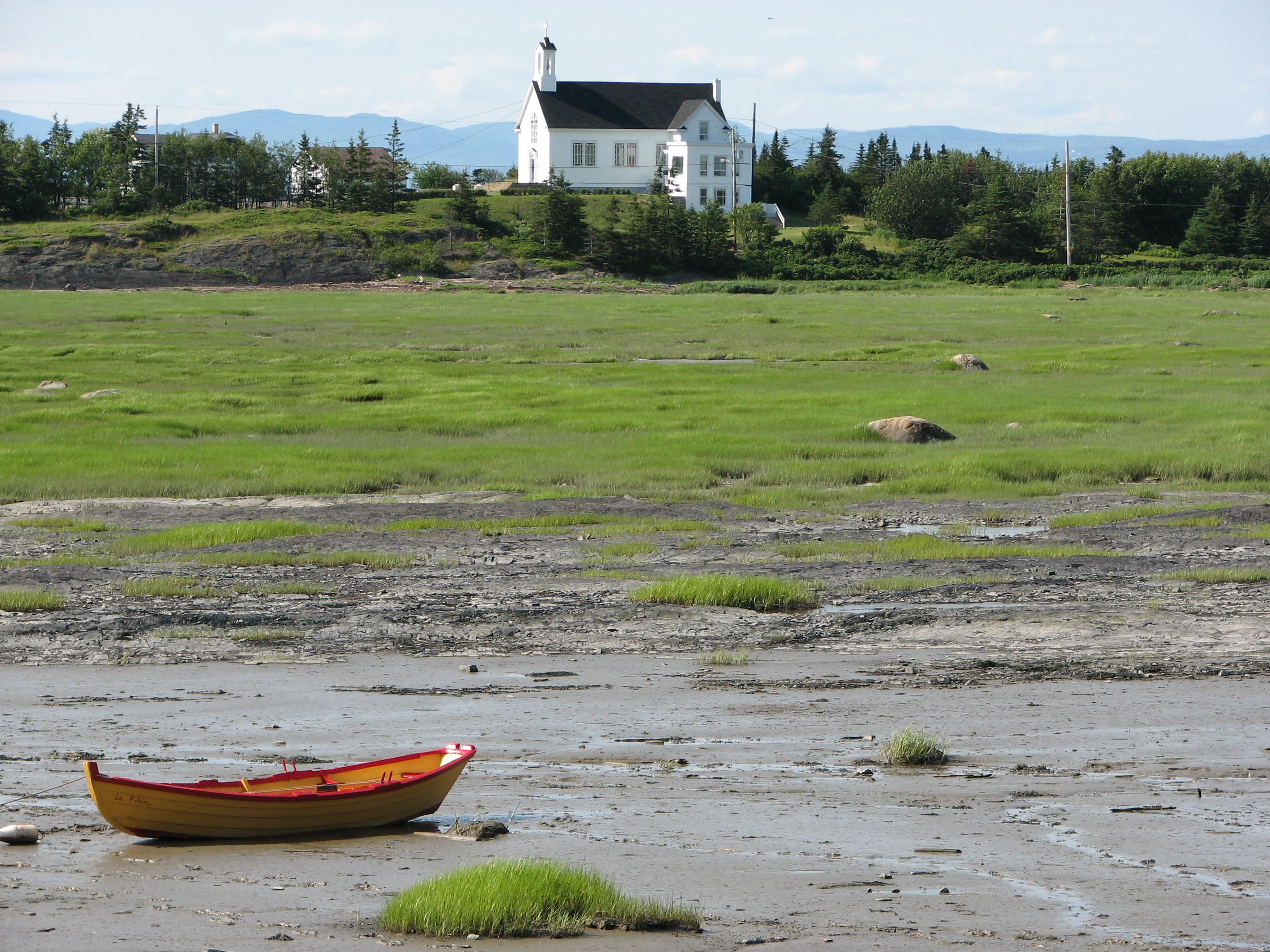
Rivière-Ouelle

Le territoire de la MRC est composé à 1,6 % d’eau (lacs et rivières), à 20,0 % de terrains non-forestiers (terres agricoles, affleurements rocheux, marais, ...) et à 78,4 % de terrains forestiers. Le milieu insulaire, l’estran et la zone riveraine au Saint-Laurent présentent une flore typique des milieux littoraux tels que le scirpe, la spartine et l’aulne. De vastes milieux organiques (tourbières) occupent également quelques centaines d’hectares de terrains à Rivière-Ouelle et à Saint-Alexandre-de-Kamouraska. Quant aux terrains forestiers, ceux-ci couvrent de manière très éparse la plaine, partiellement le piedmont, et presque entièrement les plateaux inférieur et supérieur.
Le sapin et l’épinette représentent 45 % de la composition forestière des terres publiques, comparativement à 20 % pour l’érable, à 10 % respectivement pour le cèdre, le bouleau blanc et le bouleau jaune, et à 5 % pour le peuplier. Les zones les plus favorisées en termes de sol et de chaleur s’avèrent propices à une végétation dominée par les feuillus, particulièrement à l’intérieur des domaines de l’érablière à bouleau jaune avec hêtre à grandes feuilles ou tilleul. Une concentration d’érablières à potentiel acéricole est située dans l’extrémité sud-est du plateau supérieur. Enfin, à l’intérieur de la plaine agricole, les quelques espaces qui demeurent sous couvert forestier présentent des caractéristiques assez particulières: on retrouve au sein de ces îlots boisés des cédrières tourbeuses à sapin, des pessières à épinette noire et des sapinières à thuya.

### La faune
Trois principales espèces de gros gibiers habitent le territoire de la MRC : l’orignal, le cerf de Virginie et l’ours noir. La structure des peuplements de la forêt du plateau se prête particulièrement bien à la vitalité de ces espèces. L’orignal atteint une densité d’environ 1,6 individu par dix kilomètres carrés et le chevreuil abonde particulièrement au sein des ravages du secteur de la Grande-Rivière. La multiplicité des cours d’eau, la présence de milieux humides, de champs et de petits boisés, ainsi que l’étendue d’un littoral fluvial, favorisent les grandes concentrations d’oiseaux. Les îles, le pourtour du fleuve Saint-Laurent et l’embouchure de la rivière Ouelle sont particulièrement convoités par plusieurs espèces de canards et d’oiseaux migrateurs tels que la bernache du Canada, le cormoran et l’oie blanche. L’existence de falaises est aussi un atout pour la nidification de plusieurs espèces ailées, entre autres le faucon pèlerin. Au niveau de la faune aquatique, le territoire n’est également pas en reste; des espèces vedettes comme le béluga, l’anguille, le saumon de l'Atlantique, l’éperlan arc-en-ciel, le hareng, l’esturgeon, le touladi et l’omble de fontaine apportent une certaine notoriété au territoire. La richesse de cette faune halieutique s’explique par la mixité de la salinité des eaux du fleuve, par l’existence d’excellentes frayères dans les rivières et par la qualité des eaux des lacs du plateau.

## Milieu humain

### Peuplement

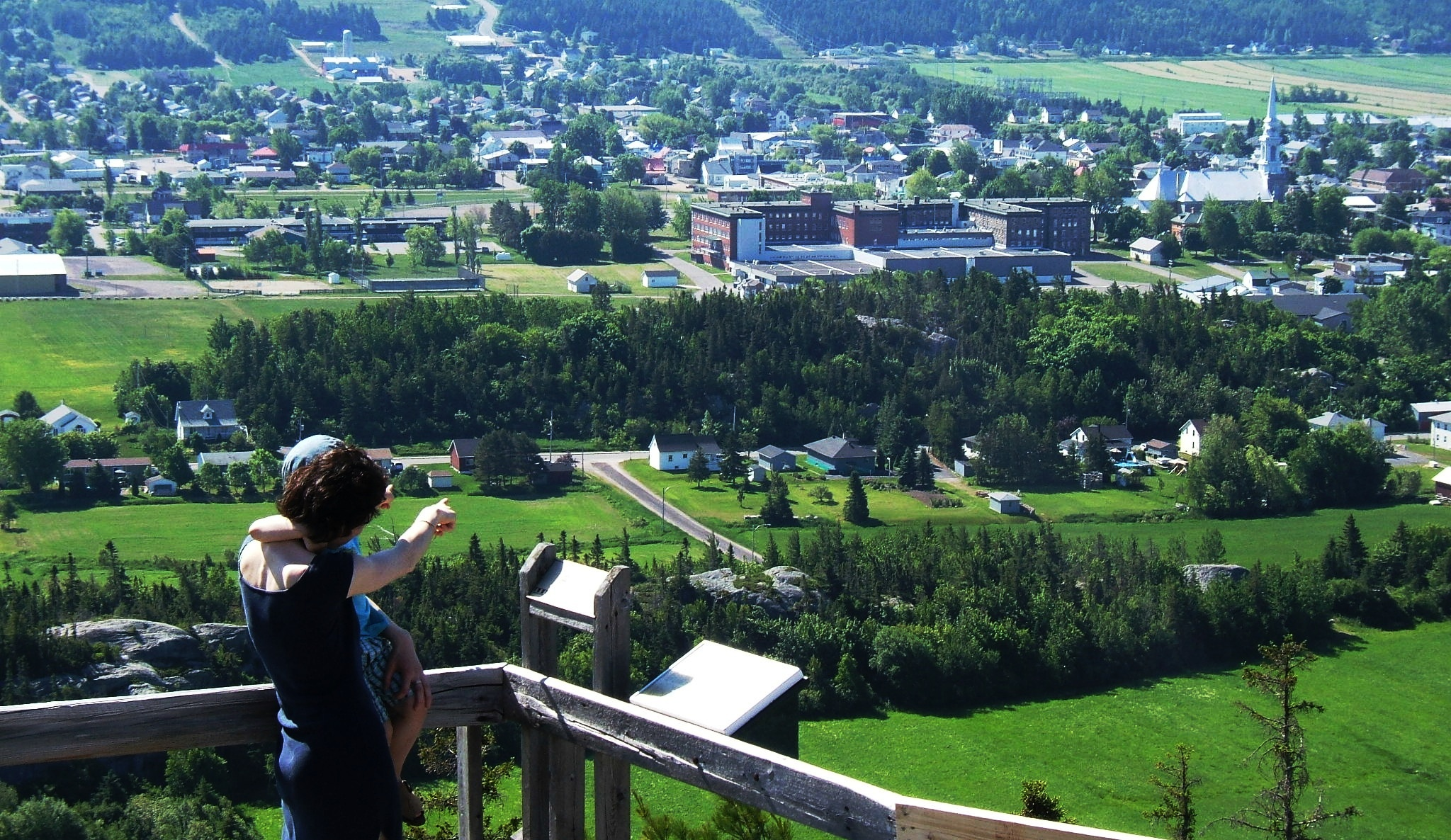
La ville de Saint-Pascal vue de la montagne à Coton

Avant la colonisation, ce territoire constituait un milieu propice à la pêche et à la chasse, à la fois pour les Européens et les Amérindiens. Toutefois, il semblerait que les différents peuples autochtones n’auraient fréquenté que sporadiquement cette partie de la Côte-du-Sud. En effet, lors de l’établissement des premiers colons français, seulement quelques centaines d’Amérindiens nomades visitaient la région.
La colonisation du territoire s’amorça vers la fin du XVIIe siècle. Les premières concessions seigneuriales furent celles de la Bouteillerie (Rivière-Ouelle), de la Grande-Anse (La Pocatière) et Ilets du Portage (Saint-André-de-Kamouraska) en 1672, de la seigneurie de Kamouraska en 1674, et du fief de Saint-Denis en 1679. Les premiers établissements permanents apparurent vers 1680. Les arrivants défrichèrent et s’installèrent sur les terres les plus fertiles du territoire, soit sur la plaine littorale. Vers 1790, environ 1 500 personnes habitaient cet espace; le Kamouraska constituant alors le milieu habité situé le plus en aval du fleuve. La densité de la population augmentant, les paroisses originelles de Sainte-Anne-de-La-Pocatière (1678), Rivière-Ouelle (1685) et Saint-Louis-de-Kamouraska (1714) furent subdivisées et amputées pour donner naissance aux paroisses de Saint-André-de-Kamouraska (1791), Saint-Pascal (1827) et Saint-Denis-De La Bouteillerie (1833).
Au cours des premières décennies des années 1800, la colonisation s’intensifia sur la plaine littorale et s’étendit progressivement un peu plus loin à l’intérieur des terres, atteignant le piedmont. Cette deuxième vague de peuplement se conclut par l’érection de nouvelles paroisses comme Sainte-Hélène-de-Kamouraska(1846), Saint-Pacôme (1851) et Saint-Alexandre-de-Kamouraska (1851). Sur le plan culturel, le collège de Sainte-Anne-de-La-Pocatière, fondé en 1827, émergea comme le lieu d’un foisonnement intellectuel obtenant un rayonnement national.
L’espace seigneurial devint saturé au milieu du XIXe siècle. Ainsi, une nouvelle expansion coloniale fut entreprise vers le plateau. Ce plateau appalachien fut subdivisé jusqu’à la frontière américaine en plusieurs cantons : Ixworth (1802), Woodbridge (1840), Bungay (1863), Chabot (1863), Painchaud (1872), Parke (1920) et Chapais (1920). La colonisation de ce plateau s’avèrera très pénible en raison des limitations du sol pour l’agriculture et des problèmes de communication (routes peu carrossables). Les nouvelles paroisses, Saint-Onésime-d'Ixworth (1858), Mont-Carmel (1867), Saint-Bruno-de-Kamouraska (1893),Saint-Joseph-de-Kamouraska (1922) et Saint-Gabriel-Lalemant (1938) demeurèrent donc relativement isolées à leur début.
Dans la seconde moitié du XIXe siècle ainsi qu’au tournant du siècle, l’exploitation des ressources forestières, fauniques et paysagères s’intensifièrent. La villégiature et le tourisme, qui furent amorcés par les bourgeois de Montréal et de Québec, devinrent très populaire. La coupe et la première transformation du bois, le tannage du cuir et la pêche aux marsouins s’ajoutèrent également à l’agriculture comme activités économiques. La construction du chemin de fer intercolonial en 1856-57 engendra d’importants changements dans le développement économique et géographique du territoire. Ce dernier favorisa l’établissement de multiples commerces et industries manufacturières sur ses abords, surtout à proximité des gares. Les villes de Saint-Pascal et La Pocatière ainsi que les municipalités de Saint-Pacôme, Saint-Philippe-de-Néri et Saint-Alexandre-de-Kamouraska bénéficièrent particulièrement de son implantation. Malgré cette effervescence, le Kamouraska enregistra une importante baisse de sa population due à un exode vers les États-Unis et à une émigration vers d’autres régions du Québec, principalement vers le reste du Bas-Saint-Laurent et le Saguenay-Lac-Saint-Jean. Par le biais de ce phénomène, le Kamouraska constitua en quelque sorte le « berceau » du peuplement de plusieurs régions environnantes.
Un peu après la première grande guerre, le nombre de citoyens kamouraskois recommença à croître jusqu’à ce qu’un autre mouvement d’exode, celui-là vers les villes, s’amorce dans les années 1950. Après avoir colonisé et consolidé le territoire, voilà que depuis quelques décennies cet espace subit donc une régression. Mais quoi qu’il en soit, la vitalité du Kamouraska demeure soutenue ; on n'a qu’à penser à l’usine de véhicules de transport appartenant à Bombardier qui occupe maintenant près d’un millier de travailleurs.

### La culture régionale

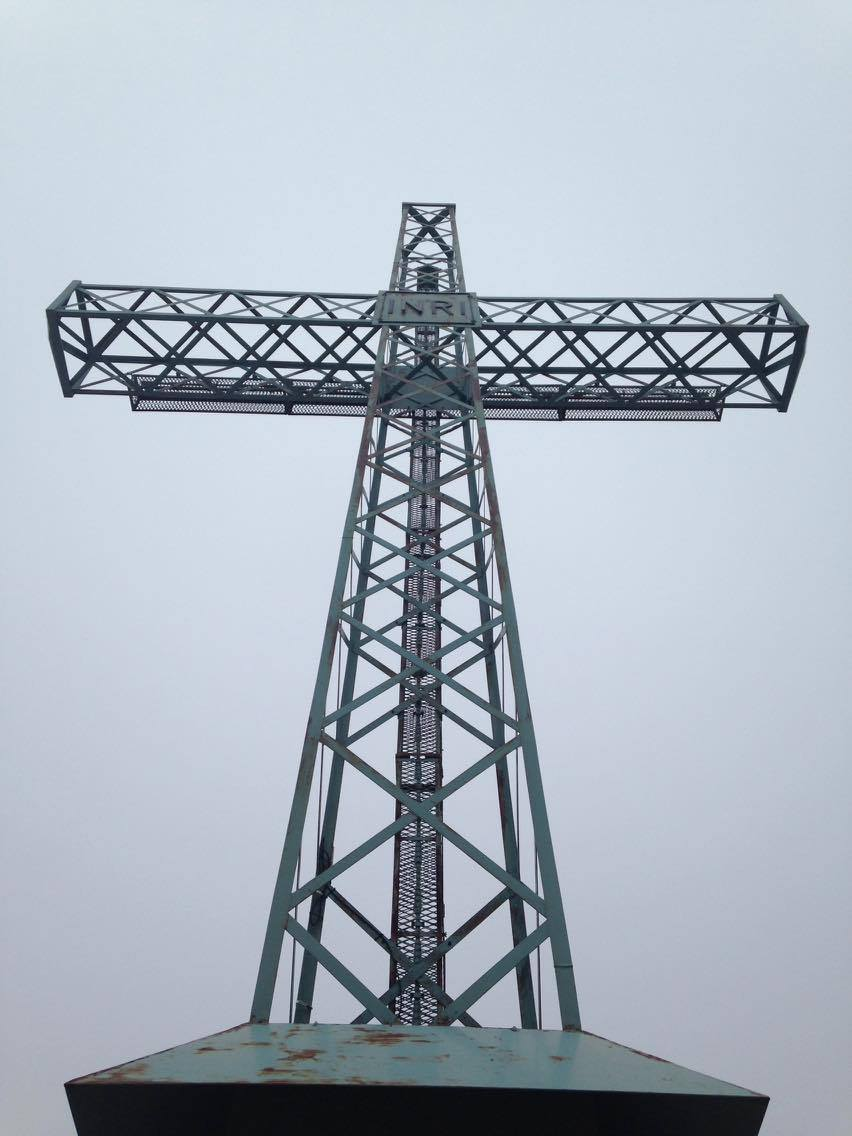
Croix catholique au sommet de la Côte-des-Chats, Saint-Pacôme

La population du Kamouraska est à 97 % de descendance et de langue française ainsi que de religion catholique. L’agriculture marque encore les mœurs et valeurs des kamouraskois. L’héritage en ce domaine demeure tangible, notamment grâce à l’existence de l’Institut de Technologie agricole de La Pocatière. Enfin, le paysage du Kamouraska où converge la mer, la plaine et la montagne; est source d’une qualité de vie supérieure au dire des citoyens. Cette uniformité et stabilité culturelle se traduit ainsi par un fort sentiment d’appartenance et par un attachement profond au patrimoine naturel, bâti et social. Les efforts de préservation de l’environnement et de mise en valeur des vieux bâtiments, ainsi que l’existence de plusieurs centres d’interprétation à caractère historique en témoignent.

### La répartition de la population
La presque totalité des 21 073 citoyens kamouraskois recensés en 2016 se concentre dans les sous-régions de la plaine littorale, du piedmont et du premier plateau. Cet écoumène couvre ainsi environ 700 km², soit un peu moins du tiers de la superficie totale de la MRC. Sur cet espace, la densité moyenne de population se situe aux alentours de 33 habitants au kilomètre carré. Cette densité s’avère assez représentative d’un milieu rural agricole.
Cette distribution de la population n’est point uniforme. Les collectivités de La Pocatière (ville et paroisse Sainte-Anne-de-la-Pocatière) et de Saint-Pascal rassemblent à elles seules près de la moitié (46 %) de la population totale de la MRC.

### Les tendances démographiques
Contrairement à plusieurs MRC rurales du Bas-Saint-Laurent qui ont vu leur population commencer à chuter dramatiquement entre 1961 et 1981, le Kamouraska a su maintenir sa population pendant cette période. Cette stabilité démographique était due essentiellement à la vitalité des municipalités du piedmont multifonctionnel, plus particulièrement de La Pocatière et de Saint-Pascal, qui ont gagné près de 2 000 habitants, pendant que les autres municipalités du territoire en perdaient autant. Depuis 1991, cependant, la MRC a commencé à perdre sa population à un rythme proche de celui observé dans les autres MRC rurales du Bas-Saint-Laurent. Paradoxalement, alors qu'on observe une relative stabilité démographique dans les municipalités de la plaine littorale agricole, c'est maintenant dans les municipalités du piedmont multifonctionnel que s'observent les pertes les plus importantes en termes de population.
| Municipalité                         | 1931   | 1941   | 1951   | 1961   | 1971   | 1981   | 1991   | 2001   | 2006   | 2011   |
| ------------------------------------ | ------ | ------ | ------ | ------ | ------ | ------ | ------ | ------ | ------ | ------ |
| Saint-Denis-De La Bouteillerie       | 691    | 695    | 768    | 737    | 617    | 532    | 442    | 474    | 523    | 503    |
| Kamouraska                           | 999    | 1 104  | 1 040  | 1 018  | 876    | 811    | 732    | 700    | 705    | 589    |
| Rivière-Ouelle                       | 1 475  | 1 613  | 1 531  | 1 499  | 1 481  | 1 428  | 1 244  | 1 177  | 1 165  | 1 058  |
| Saint-Germain-de-Kamouraska          | 572    | 536    | 481    | 530    | 423    | 359    | 325    | 303    | 301    | 280    |
| Saint-André-de-Kamouraska            | 1 138  | 1 157  | 1 197  | 1 114  | 898    | 775    | 687    | 634    | 618    | 651    |
| Sous-total plaine littorale agricole | 4 875  | 5 105  | 5 017  | 4 898  | 4 295  | 3 905  | 3 430  | 3 288  | 3 312  | 3 081  |
| Sainte-Anne-de-la-Pocatière          | 3 063  | 3 368  | 3 660  | 1 173  | 1 007  | 1 566  | 1 983  | 1 889  | 1 843  | 1 717  |
| La Pocatière                         | -      | -      | -      | 3 086  | 4 256  | 4 560  | 4 648  | 4 518  | 4 575  | 4 266  |
| Saint-Pascal                         | 2 480  | 2 698  | 3 102  | 3 485  | 3 692  | 4 123  | 3 960  | 3 643  | 3 504  | 3 490  |
| Saint-Alexandre-de-Kamouraska        | 1 876  | 2 023  | 2 064  | 2 044  | 1 843  | 1 885  | 1 827  | 1 849  | 1 880  | 2 050  |
| Saint-Philippe-de-Néri               | 966    | 1 107  | 1 100  | 1 143  | 1 009  | 985    | 960    | 953    | 889    | 868    |
| Saint-Pacôme                         | 1 943  | 1 808  | 1 811  | 1 757  | 1 996  | 1 863  | 1 880  | 1 706  | 1 685  | 1 658  |
| Sainte-Hélène-de-Kamouraska          | 1 390  | 1 345  | 1 505  | 1 461  | 1 354  | 1 141  | 941    | 946    | 897    | 911    |
| Sous-total piedmont multifonctionnel | 12 655 | 12 484 | 13 239 | 14 203 | 14 918 | 16 256 | 16 199 | 15 504 | 15 273 | 14 960 |
| Saint-Onésime-d'Ixworth              | 695    | 696    | 657    | 679    | 632    | 659    | 607    | 622    | 577    | 559    |
| Saint-Joseph-de-Kamouraska           | 599    | 639    | 684    | 653    | 568    | 476    | 415    | 415    | 402    | 418    |
| Mont-Carmel                          | 1 356  | 1 576  | 1 761  | 1 895  | 1 742  | 1 445  | 1 303  | 1 244  | 1 198  | 1 136  |
| Saint-Gabriel-Lalemant               |        | 1 103  | 1 297  | 1 324  | 1 194  | 1 096  | 901    | 859    | 788    | 799    |
| Saint-Bruno-de-Kamouraska            | 1 213  | 1 257  | 1 138  | 854    | 762    | 671    | 572    | 552    | 534    | 534    |
| Sous-total plateau agro-forestier    | 3 863  | 5 271  | 5 537  | 5 405  | 4 898  | 4 347  | 3 798  | 3 692  | 3 499  | 3 446  |
| Total MRC                            | 21 393 | 22 484 | 22 860 | 24 506 | 24 111 | 24 508 | 23 427 | 22 484 | 22 084 | 21 492 |

Sources : recensements du Canada

#### Démographie
| 2001 | 2006 | 2011 | 2016 |
| ---- | ---- | ---- | ---- |
| 700  | 705  | 589  | 616  |

## Économie
La base économique de la MRC est axée presque essentiellement sur une activité-ressource: l’agriculture. En y ajoutant la pêche, l’exploitation de la ressource ligneuse et l’extraction de la tourbe, on s’aperçoit rapidement que les activités primaires ont une grande importance dans le Kamouraska. Ce secteur représente 13,8 % des emplois comparativement à 10,4 % pour le Bas-Saint-Laurent dans son ensemble et à 3,7 % pour tout le Québec. Le secteur manufacturier, avec 24,0 % des effectifs, occupe quant à lui une place comparable à celle présente à l’échelle provinciale (22,0 %) et une situation supérieure à celle constatée à l’échelle régionale (18,0 %). Le secteur sous-représenté s’avère donc le tertiaire en ne regroupant que 62,2 % des emplois. Il s’agit d’une représentation nettement inférieure à celles du Bas-Saint-Laurent (71,6 %) et du Québec (74,3 %).
À l’échelle locale, on remarque une certaine spécialisation en termes de catégories d’emplois. Les municipalités de la plaine littorale font des activités primaires la pierre angulaire de leur économie, les municipalités du piedmont sont davantage orientées vers les activités de commerce et de services. Enfin, les communautés du plateau sont particulièrement spécialisées dans les activités de transformation, laissant une très mince place au secteur tertiaire.

### L’industrie bio-alimentaire
Autrefois le grenier de la Nouvelle-France, le Kamouraska jouit toujours d’un fort dynamisme et bénéficie d’une excellente réputation au niveau de sa production agricole. Rien de surprenant puisque 42 710 ha de terrains bénéficient d’un potentiel de classe 1, 2 et 3 (classification Mailloux-Tardif-Dubé); ce qui en fait l’une des zones les plus favorables dans tout l’est du Québec. Environ 16 % du territoire est cultivé soit 36 295 hectares. La plaine argileuse et les premières terrasses du piedmont se distinguent par une production et des revenus agricoles supérieurs grâce à une meilleure valeur intrinsèque des sols.
L’activité agricole primaire génère au-delà de 1000 emplois dans la MRC, représentant 21 % de l’emploi agricole régional. La MRC comptait, en 1995, 499 producteurs agricoles. Pour cette même année, il est estimé que ces producteurs génèrent un revenu brut total supérieur à 56 millions de dollars. La production laitière est de loin le secteur agricole le plus important avec 313 fermes générant un chiffre d’affaires de 37,7 millions de dollars. L’élevage bovin, l’élevage porcin et la production ovine suivent dans l’ordre. L’acériculture est également très importante avec ses 244 producteurs. Quant aux établissements de transformation et de distribution de produits agricoles, on en dénombrait 14 en 1996, générant 286 emplois.

### L’industrie forestière
La MRC de Kamouraska est faiblement représentée en termes d’emploi forestier primaire (activités de coupe) comparativement aux autres MRC du Bas-Saint-Laurent; soit 120 emplois représentant seulement 3 % de l’emploi forestier régional. La transformation du bois (secteur secondaire) occupe près de 420 personnes.

### L’industrie manufacturière
En matière d’emplois et de chiffre d’affaires, l’industrie manufacturière est largement dominée par la présence de la multinationale Bombardier à La Pocatière. Celle-ci emploie, ces dernières années, environ 400 personnes. Elle fabrique des véhicules de transport, plus particulièrement des trains et des wagons de métro. Son importance ne se justifie pas seulement par sa taille, mais également par l’ensemble des activités qu’elle génère en termes d’entreprises satellites et complémentaires. Toujours dans le domaine de la production de machineries, il existe à Saint-Pascal une entreprise, la compagnie Normand fondée en 1857, qui œuvre à la fabrication de véhicules et d'équipements agricoles ou destinés à l'entretien hivernal des routes. Un autre secteur assez dominant est la transformation du cuir, qui procure approximativement 250 emplois dans la MRC. Principalement situées à Saint-Pascal, elles sont une demi-douzaine d’entreprises à perfectionner le tannage et à confectionner divers articles de cuir. En tout, la production de matériel de transport et la transformation du cuir représentent à elles seules les trois quarts des emplois manufacturiers autres qu’alimentaires et forestiers. Il existe donc une très faible diversification de ce type d’industrie.

### L’industrie du commerce et des services
La faiblesse du secteur tertiaire du Kamouraska origine probablement du fait que le territoire de la MRC est coincé entre deux pôles urbains à fort rayonnement : Québec et Rivière-du-Loup. Il existe donc d’importantes fuites en ce qui concerne la fourniture de services spécialisés et de la consommation de biens et services.
La Pocatière joue toutefois un rôle de pôle de service sous-régional. La municipalité dessert l'ouest de la MRC de Kamouraska et l'est de la MRC de L'Islet et conserve une vocation institutionnelle puisqu’on y trouve : cégep, Collège de Sainte-Anne-de-la-Pocatière, Institut de technologie agroalimentaire, école polyvalente, centre hospitalier, évêché et bureaux gouvernementaux. La ville de Saint-Pascal se démarque également comme un pôle de commerces et de services important au cœur du Kamouraska. Tout comme à La Pocatière, on y retrouve de nombreux services et commerces de détail ainsi que des établissements publics : école secondaire, bureaux administratifs du Centre de santé et de services sociaux et CLSC, siège de la MRC, poste de la Sûreté du Québec, voirie du MTQ, carrefour Jeunesse-emploi, etc.

### L’industrie touristique

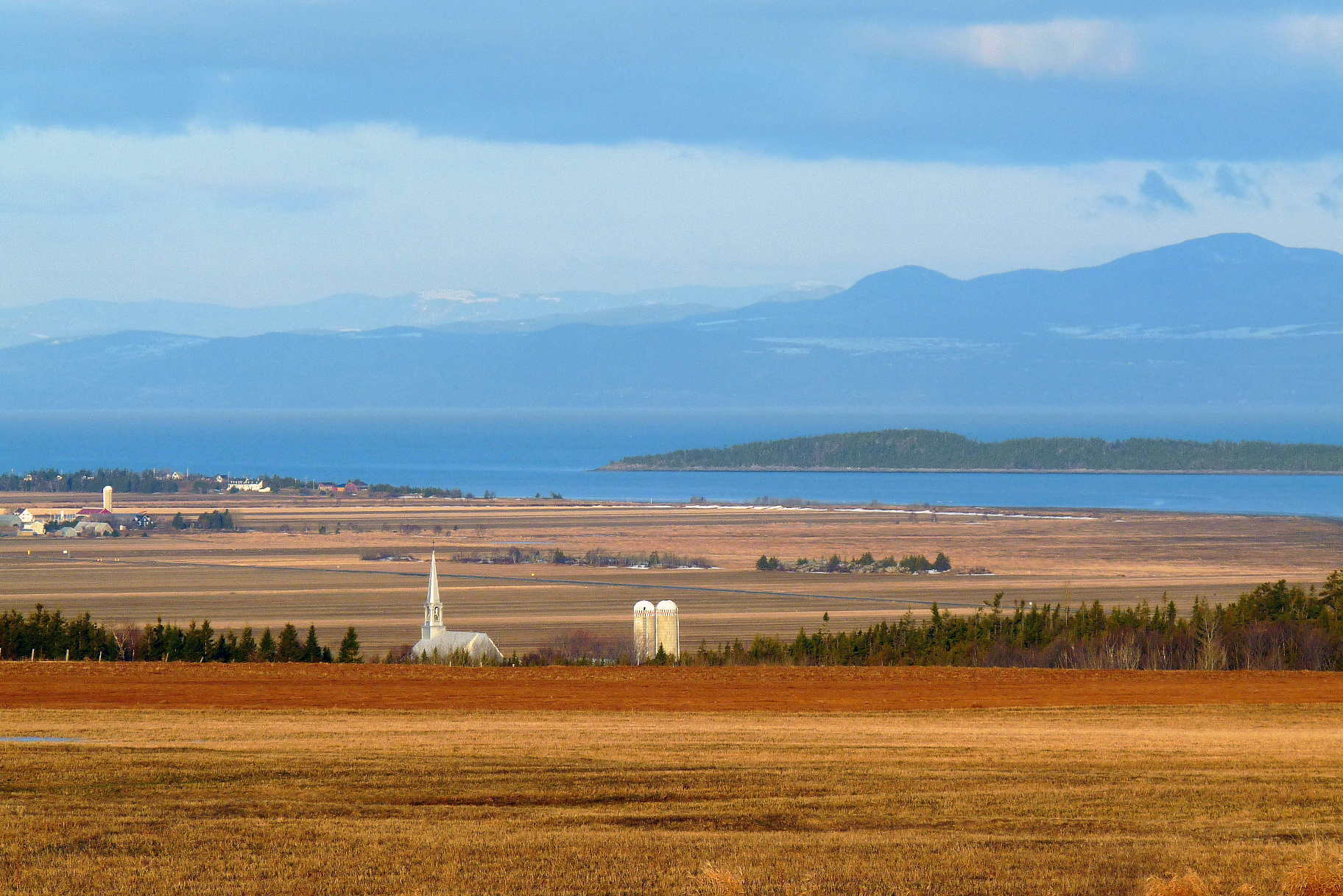
Les paysages ruraux du Kamouraska sont un des principaux produits d'appel touristique du territoire.

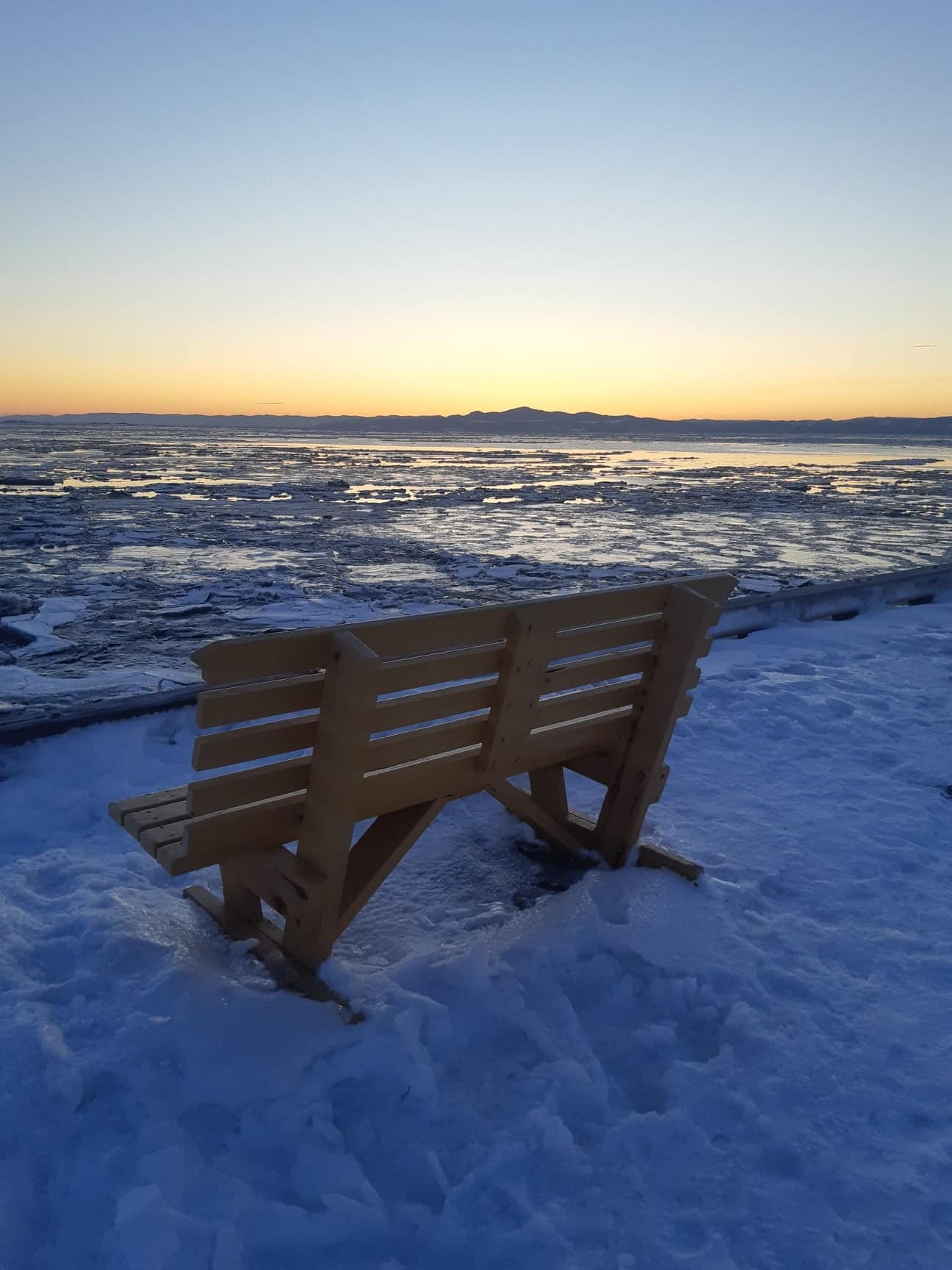
Coucher de soleil d'hiver sur le Fleuve St-Laurent

Le tourisme constitue une pierre angulaire du développement économique du Kamouraska. Le flux de voyageurs traversant le territoire de la MRC au cours d’une année est estimé à environ 450 000 personnes. De ce nombre, à peu près 250 000 séjournent ou à tout le moins s’arrêtent pour une activité à l’intérieur des limites de la MRC. Le dynamisme de cette industrie est attribuable au caractère champêtre de ce milieu où nature et culture sont en harmonie. Ce potentiel favorise la venue d’une clientèle estivale avide de panoramas, d’activités de plein air et d’histoire régionale. Plusieurs promontoires, belvédères et haltes permettent aux gens d’admirer les paysages agraires et maritimes du territoire. Divers sites naturels sont intensément fréquentés par les amants de la nature : les rives du fleuve Saint-Laurent sont prisées par les villégiateurs et les campeurs, la rivière Ouelle et les lacs du plateau font le bonheur des amateurs de pêche et l’immense espace forestier est apprécié des adeptes de la chasse ou de l’écotourisme. La richesse du cadre bâti ancien et la présence de nombreux musées et centres d’interprétation font du Kamouraska une destination culturelle prisée. Enfin, des circuits pédestres, de vélos et de motoneiges sillonnent de grandes parties du territoire. Bien que difficilement quantifiable, la récréation et le tourisme occupent donc ensemble une place importante dans l’économie de la MRC de Kamouraska.

## Administration
Depuis les élections municipales québécoises de 2005, les préfets de Kamouraska sont élus au suffrage universel par les citoyens de la MRC.
| Période                                  | Période  | Identité         | Étiquette                            | Qualité          |
| ---------------------------------------- | -------- | ---------------- | ------------------------------------ | ---------------- |
| 1972                                     | 1983     | Oscar Lévesque   | Maire de Kamouraska                  |                  |
| 1984                                     | 1997     | Marcel Barbeau   | Maire de Saint-Philippe              |                  |
| 1997                                     | 1999     | Yvon A. Ouellet  | Maire de Sainte-Anne-de-la-Pocatière |                  |
| 1999                                     | 2009     | Jean-Guy Charest | Maire de Kamouraska                  |                  |
| 2009                                     | En cours | Yvon Soucy       | Indépendant                          | Homme d'affaires |
| Les données manquantes sont à compléter. |          |                  |                                      |                  |

## Paysages

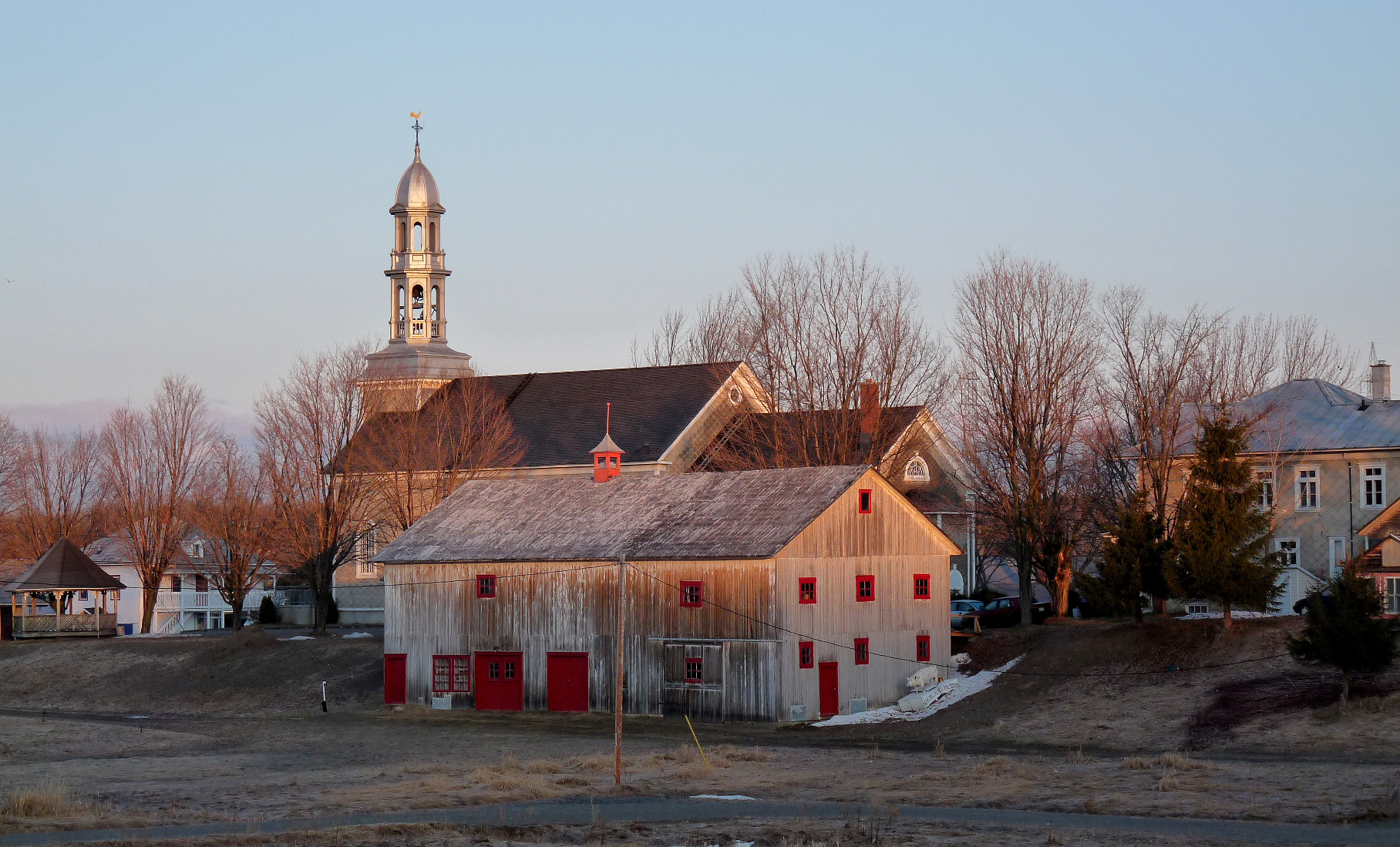
Vue de Saint-Joseph-de-Kamouraska.
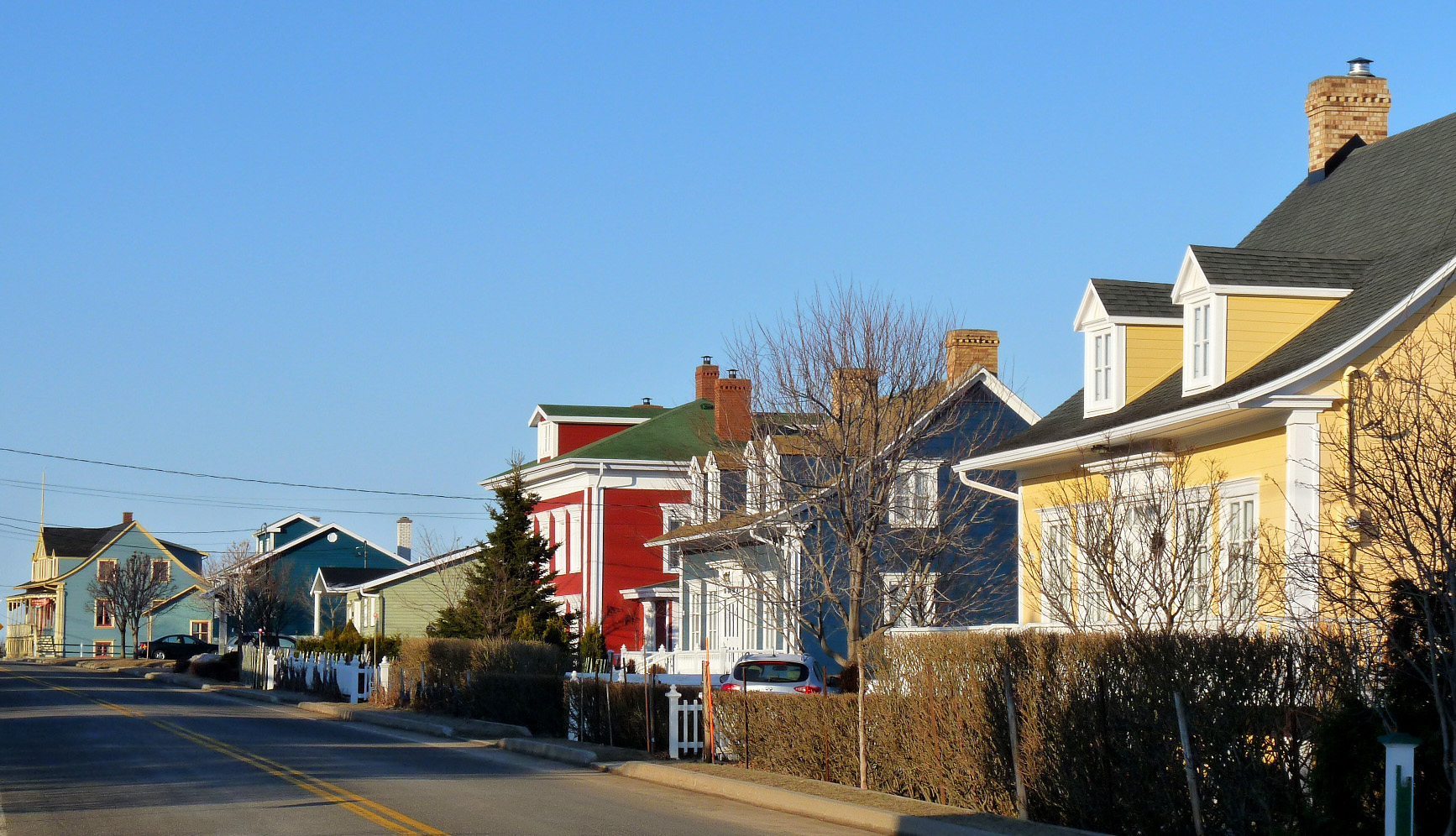
Maisons anciennes à Kamouraska.
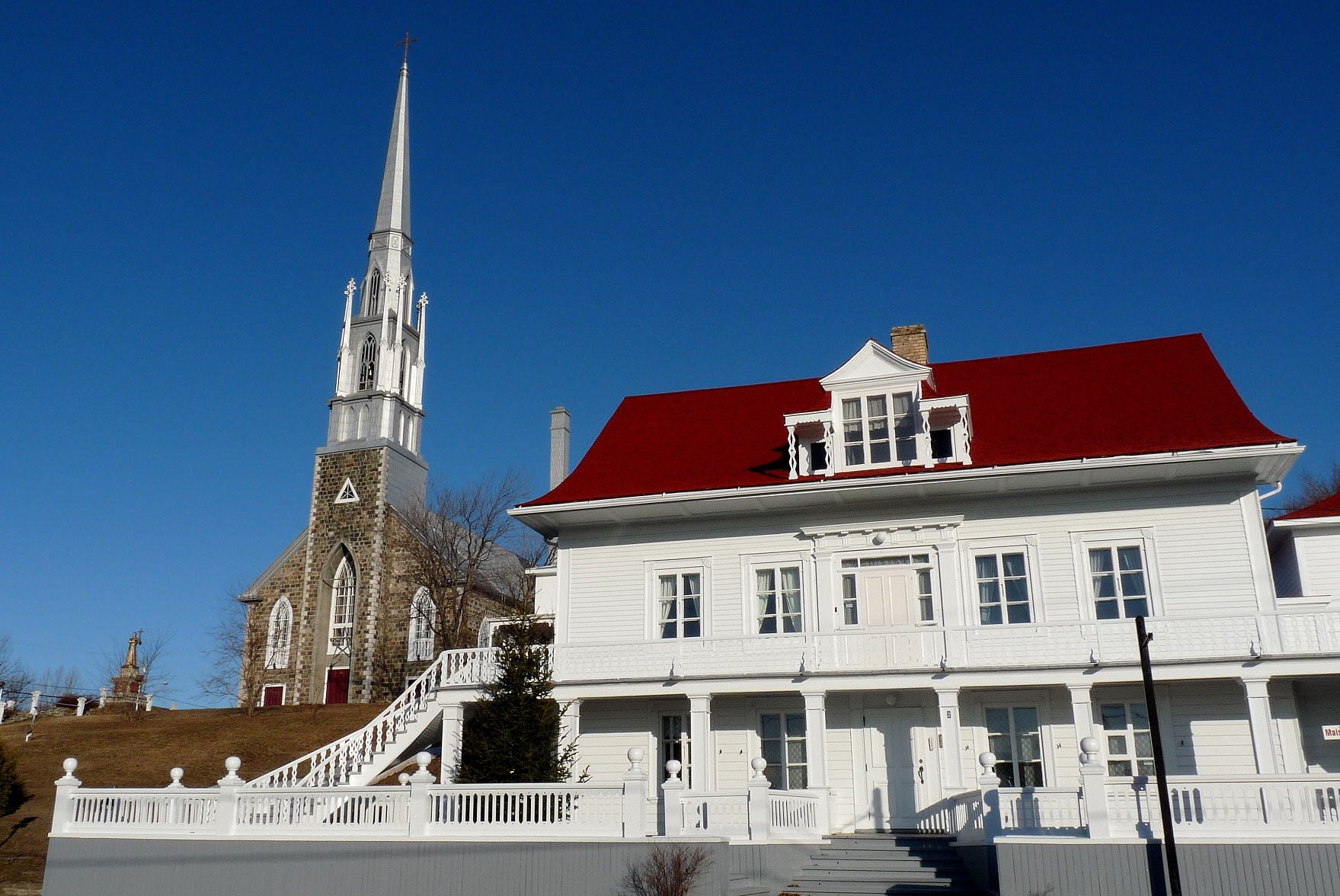
Saint-Denis-De La Bouteillerie.
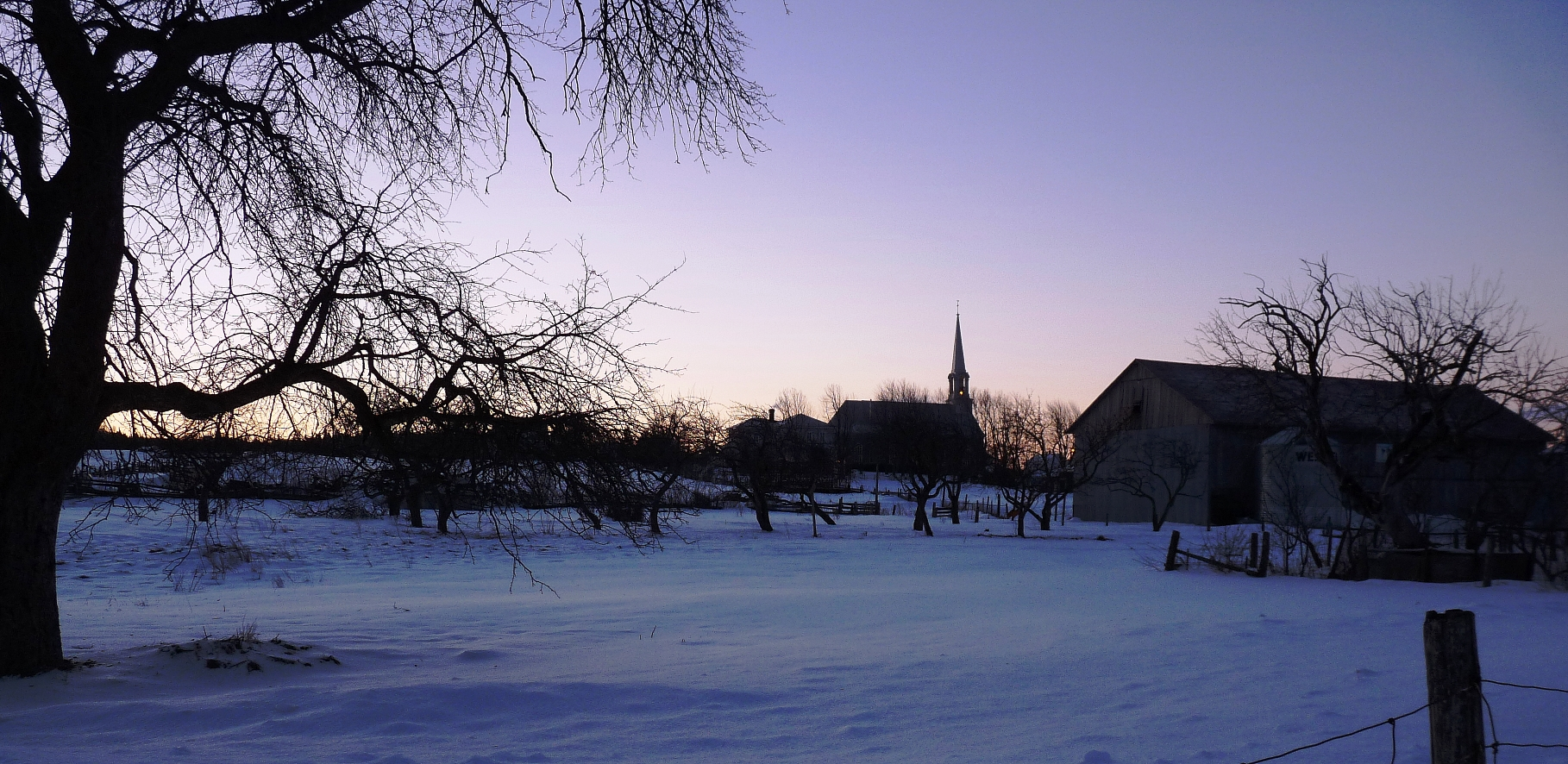
Saint-Germain-de-Kamouraska à l'aube.
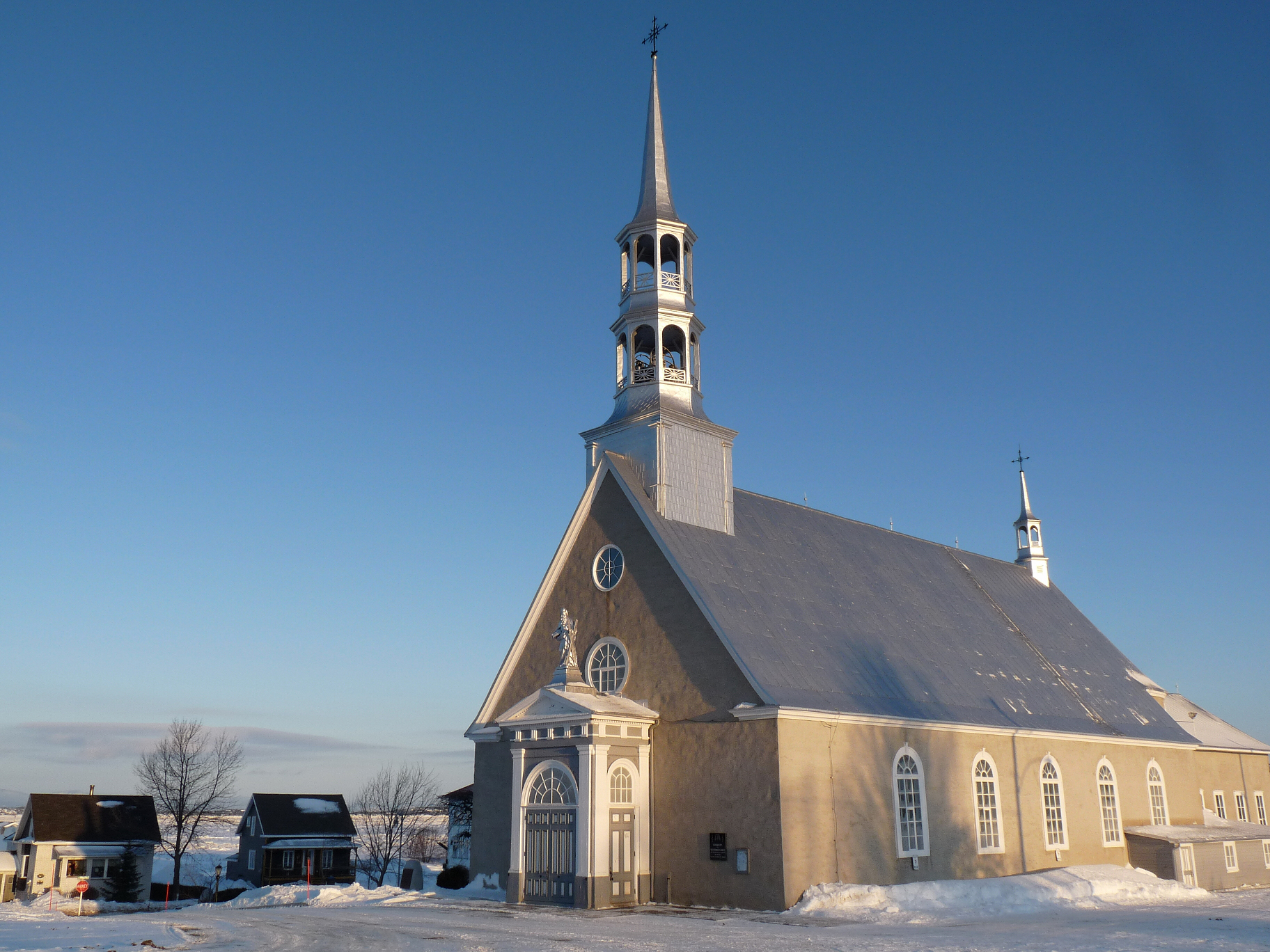
Saint-André-de-Kamouraska en hiver.
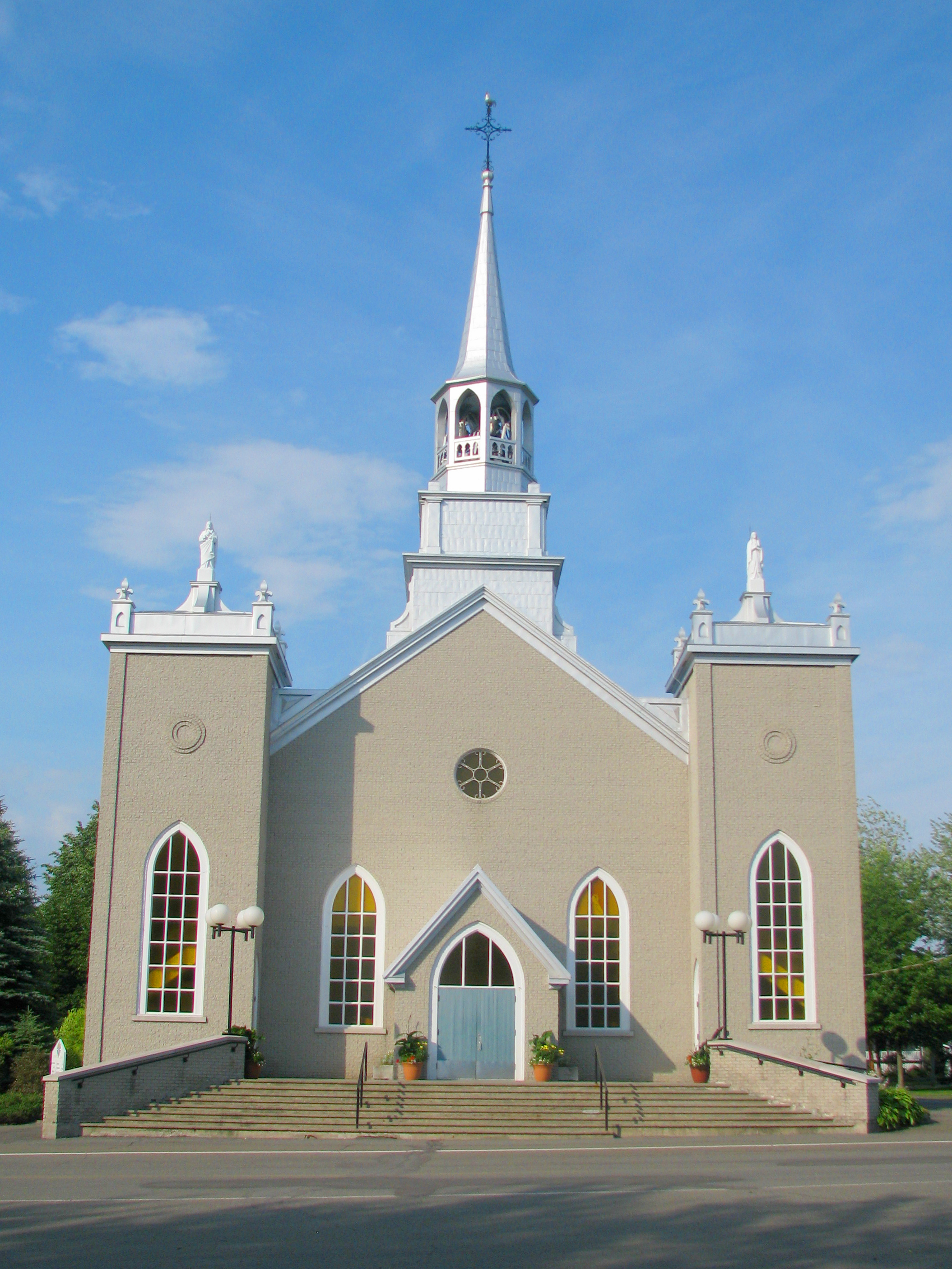
L'église de Sainte-Hélène-de-Kamouraska en juillet.